# Edgar Charles Polomé
Edgar Charles Polomé (Molenbeek-Saint-Jean, 31 luglio 1920 – Houston, 11 marzo 2000) è stato un linguista e storico delle religioni belga naturalizzato statunitense.
Indoeuropeista, fu docente di Religioni comparate e di Lingue all'University of Texas.

## Biografia
Studiò all'Università di Bruxelles dal 1938, specializzandosi in filologia germanica. Nel 1945, entrò nell'esercito statunitense come interprete a Eschwege, nella Germania occupata. Dopo la guerra, completò la sua tesi di laurea alla Università di Bruxelles nel 1949. Polomé lavorò nella University of Texas dal 1960, dove ebbe una cattedra presso il dipartimento di Lingue germaniche. Nel 1966 ottenne la cittadinanza americana.

## Opere
- Old Norse Literature and Mythology (1969)
- Language in Tanzania (1980)
- Language, Society and Paleoculture (1982)
- The Indo-Europeans in the Fourth and Third Millennia B.C. (1982)
- Essays on Germanic Religion (1989)
- Research Guide to Language Change (1990)
- Reconstructing Languages and Cultures (1992)
- Indo-European Religion after Dumézil (1996)
- Miscellanea Indo-Europea (1999)